# Rock Cup 2017-2018
La Rock Cup 2017-2018 è stata la 64ª edizione della Coppa di Gibilterra, la quinta riconosciuta dalla UEFA. Il torneo è iniziato il 26 novembre 2017, con il turno preliminare, e si è concluso il 27 maggio 2018. La squadra vincente della coppa si qualifica per il primo turno preliminare dell'UEFA Europa League 2018-2019. L'Europa FC si è riconfermata campione vincendo per la settima volta nella sua storia.

## Turno preliminare
| Squadra 1        | Risultato | Squadra 2    |
| ---------------- | --------- | ------------ |
| 26 novembre 2017 |           |              |
| College 1975 FC  | 1 – 3     | Europa Point |
| 27 novembre 2017 |           |              |
| Boca Juniors     | 0 – 2     | Cannons      |
| 28 novembre 2017 |           |              |
| Magpies          | 3 – 1     | Angels       |

## Ottavi di finale
| Squadra 1        | Risultato       | Squadra 2         |
| ---------------- | --------------- | ----------------- |
| 6 febbraio 2018  |                 |                   |
| Mons Calpe       | 4 – 1           | Lions Gibraltar   |
| 7 febbraio 2018  |                 |                   |
| Cannons          | 2 – 0           | Hound Dogs        |
| Gibraltar Utd    | 3 – 1           | Manchester 62     |
| 8 febbraio 2018  |                 |                   |
| Olympique        | 2 – 2 (4-3 dtr) | Europa Point      |
| 19 febbraio 2018 |                 |                   |
| Lynx             | 0 – 2           | Europa FC         |
| 20 febbraio 2018 |                 |                   |
| Lincoln Red Imps | 3 – 0           | Glacis United     |
| 26 febbraio 2018 |                 |                   |
| Magpies          | 1 – 2           | Gibraltar Phoenix |
| 27 febbraio 2018 |                 |                   |
| St Joseph's      | 3 – 0           | Leo               |

## Quarti di finale
| Squadra 1        | Risultato | Squadra 2         |
| ---------------- | --------- | ----------------- |
| 11 marzo 2018    |           |                   |
| Lincoln Red Imps | 2 – 0     | Cannons           |
| Olympique        | 0 – 6     | Gibraltar Utd     |
| 18 marzo 2018    |           |                   |
| Mons Calpe       | 2 – 1     | St Joseph's       |
| 9 aprile 2018    |           |                   |
| Europa FC        | 5 – 0     | Gibraltar Phoenix |

## Semifinali
| Squadra 1        | Risultato | Squadra 2  |
| ---------------- | --------- | ---------- |
| 23 aprile 2018   |           |            |
| Gibraltar Utd    | 0 – 5     | Mons Calpe |
| 24 aprile 2018   |           |            |
| Lincoln Red Imps | 1 – 3     | Europa FC  |

## Finale
| Arbitro: | Borg |

|                    |           |          |
| Kike Gómez 6’, 75’ | Marcatori | 46’ Pibe |